# Мазлах, Сергей Михайлович
Сергей Михайлович Мазлах (укр. Сергій Михайлович Мазлах, урождённый Робсман; 21 января 1878 — 26 ноября 1937) — украинский советский деятель, революционер, экономист. Организатор и руководитель Центрального статистического управления Украины (1924—1926 и 1931). Деятель КП(б)У, один из основателей украинского национал-коммунизма.

## Становление
Сергей Михайлович Робсман (фамилия Мазлах была взята в целях конспирации после возвращения из эмиграции в 1907 г.) родился в 1878 году в еврейской семье лавочника в селе Ивановка Славяносербского уезда Екатеринославской губернии (на территории нынешнего Антрацитовского района Луганской области). Окончил 2-классное народное училище. С 16 лет работал распределителем хлеба на руднике, подрабатывал уроками.
В 1899 году вступил в Российскую социал-демократическую рабочую партию. 1901—1904 гг. — служба в царской армии в городе Одесса. С марта 1904 по август 1907 года — политический эмигрант в Швейцарии, занимался партийной работой, получил и высшее образование, обучаясь в Бернском и Женевском университетах. В совершенстве овладел профессиями учителя, статистика, журналиста. Кроме украинского и русского, выучил французский, немецкий, итальянский, английский, латинский и греческий языки.
В 1907—1917 гг. Сергей Михайлович Робсман жил нелегально в разных местах России под фамилией «Мазлах». До 1911 г. он учительствовал, а с августа 1911 по 1917 год был служащим Полтавской губернской земской управы, одновременно работая в партийном подполье.

## Во время революции
После Февральской революции 1917 г., когда Полтавская объединённая организация РСДРП (на отдельные большевистскую и меньшевистскую организации она разделилась в сентябре 1917 г.) вышла из подполья, Сергей Мазлах играл в ней одну из главных ролей. В дни Июльского кризиса на экстренном заседании исполкома Полтавского Совета рабочих и солдатских депутатов он первым внёс предложение о взятии власти Советом и установления её связи с Петроградским Советом. В дни корниловского мятежа как член исполкома Полтавского Совета С. М. Мазлах участвовал в создании «Комитета охраны революции» для противодействия консервативным контрреволюционным силам, стал одним из инициаторов массовой антикорниловской демонстрации, проведённой в Полтаве 15 августа 1917 г. под демократическими антивоенными лозунгами.
В конце июня — начале июля 1917 г. Сергей Мазлах принимал непосредственное участие в выборах в городскую Думу. Он был избран её гласным, а затем и членом исполнительного органа Думы — городской управы, возглавив её торгово-промышленный отдел. Мазлах пользовался значительным влиянием среди полтавских рабочих, прежде всего печатников, чью забастовку активно поддерживал.
Вместе с Василием Шахраем основал и редактировал большевистскую газету «Молот». Он был избран председателем правления профсоюза полтавских печатников.

## Национальный вопрос
Оставаясь ортодоксальным марксистом, ориентированным на преобладание классового подхода, Мазлах занимал отличную от многих ведущих большевистских работников позицию в национальном вопросе. Полтавские большевики не отрицая необходимости существования украинского правительственного центра, требовали от УЦР революционных действий, критикуя её нерешительность и половинчатость. 
4 января 1918 года Полтавская организация РСДРП(б) даже исключила Мазлаха из своих рядов (вероятно, из-за подписания им как членом городских думы и управы заявления с осуждением убийства анархистом командира полка войск УЦР). Обращение товарищей Мазлаха от 6 марта 1918 года о неправомерности его исключения было удовлетворено ЦК РСДРП(б).
После прихода красногвардейских войск и установления на украинских землях Советской власти Мазлах в январе — марте 1918 года занимал должность губернского комиссара финансов Полтавщины.

## Российская эмиграция
С наступлением австро-немецких войск был эвакуирован в Саратов, где возглавлял местные губернские коллегии по гражданским делам пленных и беженцев и подотдел украинского отдела наркомата национальностей РСФСР.
Создание КП(б)У как территориально-областной организации Российской коммунистической партии (большевиков) вызвало непонимание Сергея Мазлаха. Вместе с Василием Шахраем инициировал де-факто первую национал-коммунистическую внутрипартийную оппозицию (1918) и издал книгу «К волне» (1919) с критикой национальной политики правительства Ленина на Украине.

Авторы полемизировали с различными оппонентами, начиная с монархистов и заканчивая председателем Временного рабоче-крестьянского правительства Украины Христианом Раковским, обвиняя тех в воспроизводстве русского великодержавного шовинизма. Шахрай и Мазлах требовали самостоятельности Украины, под которой понимали прежде всего утверждение её государственности, конституирование её как государственно-политической единицы. Споря со своим товарищем по партийной работе Иваном Куликом, который, выражая главенствующие в большевистской среде взгляды, поспешил заклеймить украинское движение как буржуазное, Шахрай и Мазлах проанализировали его социальную основу, указывая, что её составляли крестьяне, кустари-ремесленники и интеллигенция, то есть эксплуатируемые слои.
Украинская Коммунистическая партия (большевиков) — … должна быть…, чтобы повести борьбу за действительно самостоятельную, действительно независимую Украину, в которой украинский рабочий класс и крестьянство будут хозяевами не только в прокламациях Директории, но и на деле.
Следствием издание брошюры стало исключение Сергея Мазлаха и Василия Шахрая из рядов КП(б)У, о чем под рубрикой «черная доска» сообщила газета «Коммунист» — орган ЦК КП(б)У. Кроме того, постановлением ЦК КП(б)У от 9 марта 1919 г. «… за действия, направленные против рабоче-крестьянской революции, им запрещается занимать какие бы то ни было посты в советских учреждениях». Кроме того, С. Мазлаху и В. Шахраю согласно постановлению ЦК было предложено покинуть Украину. Книга «К волне» изымалась. Однако уже с 15 марта 1919 г.. Сергей Мазлах работал в советских учреждениях Полтавы.

## Работа в советских учреждениях
В августе 1919 г. во время деникинского наступления на Украину Мазлах снова эвакуировался с семьёй — на этот раз в Москву. Там 15 сентября 1919 г. он подал заявление в ЦК РКП(б) о восстановлении в партии большевиков. При этом он не подвергал себя самокритике, а, напротив, подчёркивал, что ошибочной была именно политика украинского партийного руководства. 7 октября 1919 г. Секретариат ЦК РКП(б) восстановил его в партии. Вернувшись 1 января 1920 г., он работал на руководящих должностях в Полтаве. Он был избран членом президиума, а затем членом бюро губкома КП(б)У. Он входил в коллегию губкома партии по работе среди профсоюзов, а также возглавил издательский отдел партийного комитета и редакцию органа — газеты «Власть Советов». Затем работал на Донбассе, в марте 1921 — заместителем председателя Донецкого губернского исполкома.
Специалист в области статистики и способный администратор, Мазлах был организатором Центрального статистического управления УССР, а с июня 1924 по февраль 1926 работал его управляющим. В этот период Мазлах изменил свои взгляды и на вопросы государственного строительства Советской Украины — он не просто уже не поднимал вопрос о её самостоятельности, но и поддерживал введение на территории республики законов РСФСР. В апреле 1925 г. Центральный Исполнительный Комитет Советов Украины ввёл Мазлаха в состав Совета Народных Комиссаров республики с правом решающего голоса — то есть он стал членом правительства. На IX Всеукраинском съезде Советов он был избран кандидатом в члены ВУЦИК.
Под руководством С. М. Мазлаха ЦСУ УССР провело ряд мероприятий по изучению и учёта производительных сил Украины, в частности в 1925 г. — перепись мелкокустарной промышленности в УССР. С марта 1926 г. он работал членом коллегии наркомата образования Украины, возглавляя управления профтехобразования. В сентябре 1926 г. С. Мазлах был утверждён членом коллегии наркомата рабоче-крестьянской инспекции Украины. С марта по ноябрь 1931 — управляющий Центрального статистического управления УССР.
В 1930-е годы Мазлах работал в Москве в органах государственного управления СССР. Последняя его должность — начальник управления учёта и отчетности Комитета заготовок при Совнаркоме СССР.

## Арест и смерть
7 августа 1937 года был арестован. Следователям поручили добиться от Мазлаха признаний об участии в «контрреволюционной организации правых». Но С. М. Мазлах не признавал выдвинутых обвинений. Тогда 20 ноября 1937 г. помощник начальника 4-го отдела Главного управления государственной безопасности НКВД СССР старший лейтенант госбезопасности С. Зубов предъявил Мазлаху показания арестованных Антиколя и Клейнера. Последний, в частности, «признался»:
Мазлах мне известен как участник контрреволюционной организации правых, и, кроме того, украинский националист.
«Неоспоримым доказательством» для следствия было письмо Сергея Михайловича к жене, где он выражал намерение организовать самостоятельную украинскую компартию. Несмотря на то, что Мазлах не дал ни одного признания, по этим сфабрикованным обвинениям Военная коллегия Верховного суда СССР 25 ноября 1937 приговорила его к смертной казни. Казнён в Москве.